# Peoples Quantitative Easing
People's Quantitative Easing (PQE) är ett ekonomiskt förslag som Labour-ledaren Jeremy Corbyn lanserade eller gjorde sig till talesperson för under Labours interna valkampanj (kampen om att bli Labour-ledare) 2015. Förslaget var i korthet att Storbritanniens centralbank, Bank of England, skulle skapa pengar (direkt) till regeringen, vilka i sin tur skulle använde dessa för investeringar. Utspelet blev omtalat i press och media. Några kritiker kallade idén för ekonomisk analfabetism, medan andra uttryckte mer förståelse och sympati..
Corbyn själv sa sig ha fått generellt stöd för sin ekonomiska politik från ekonomerna Paul Krugman och Joseph Stiglitz.